# Kombibahn

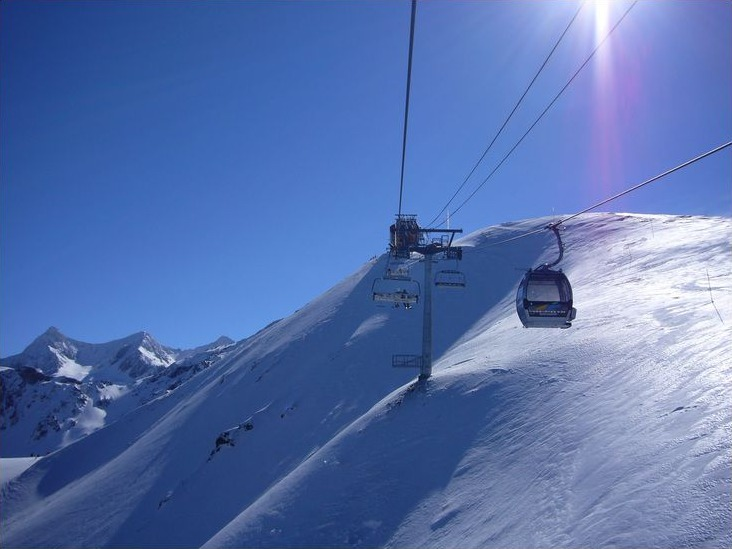
Kombibahn Grand Cerf, Frankreich

Eine Kombibahn ist eine kuppelbare Einseilumlaufbahn, bei der an einem Förderseil als Fahrbetriebsmittel gleichzeitig Kabinen („Gondeln“) und Sessel eingereiht sind.
Kombibahnen sind daher eine Mischform der Seilbahntypen Gondelbahn und Sesselbahn.

## Technik
Bei der Kombibahn (Telemix) werden an einer einzigen Förderseilschleife gleichzeitig und in abwechselnder Reihenfolge geschlossene Kabinen/Gondeln und offene Liftsessel als Fahrbetriebsmittel eingesetzt; bei manchen Kombibahnen können Sessel und Gondeln in beliebiger Reihenfolge in den Umlauf gebracht werden. Die Einstiegs- und Ausstiegsbereiche für die Fahrgäste in den Liftsesseln und den Kabinen sind wegen der unterschiedlichen Anforderungen an den Fahrgastwechsel getrennt (Liftsessel: Fahrgäste mit angeschnallten Wintersportgeräten, Kabinen: Fahrgäste ohne angeschnallte Wintersportgeräte).
Zu unterscheiden sind die Kombibahnen von den Kombiliften. Bei letzteren werden an einem umlaufenden Seil saisonabhängig entweder Liftsessel (Sommerbetrieb) oder Schleppliftgehänge (Winterbetrieb, in der Ausführung als T-Bügellift) als Fahrbetriebsmittel eingesetzt und die Ein- und Ausstiege entsprechend umgebaut.

## Verwendung

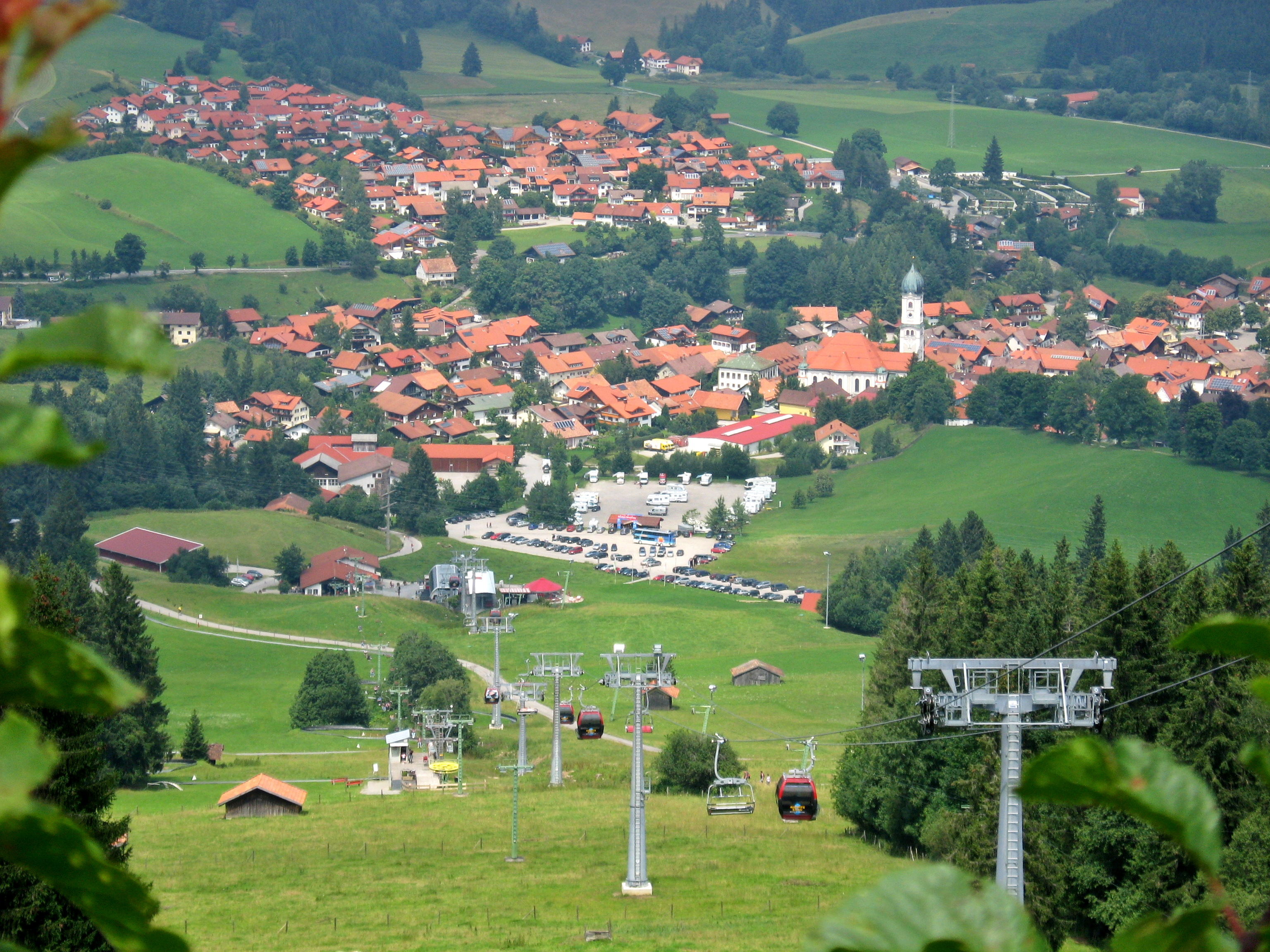
Alpspitzbahn, Nesselwang

Der Einsatz einer Kombibahn kann beispielsweise vorteilhaft sein, wenn eine Anlage ganzjährig in Betrieb ist oder auch der gleichzeitige Transport von Fahrgästen mit angeschnallten Sportgeräten (Skifahrer) und Fahrgästen ohne solche Sportgeräte (Rodler, Wanderer, mobilitätseingeschränkte Fahrgäste) erforderlich ist.
Je nach persönlicher Präferenz kann sich z. B. der Skifahrer für den Transport im Sessel entscheiden und muss dazu die Skier nicht abschnallen, während die Kabinen für andere Fahrgastgruppen wie Anfänger, Kinderskischulen oder Winterwanderer geeigneter sind.
Beim Sommerbetrieb wird der Gondeltransport von Rollstühlen, Kinderwägen, Fahrrädern oder Gleitschirmen ermöglicht, die in Liftsesseln nicht oder nur eingeschränkt transportiert werden können.

## Beförderungskapazität und mögliche Kombinationen
Es gibt bei diesem Bahntyp mehrere Kombinationsmöglichkeiten von Gondel- und Sesselgrößen:
- 2er-Sessel
  - und 4er-Gondel: z. B. die neue Gumenbahn, Braunwald GL/Schweiz, Baujahr 2007, Beförderungskapazität 800 Personen pro Stunde. Diese Version der Kombibahn wurde bisher nur einmal gebaut. Die durch die Kombibahn ersetzte Bahn war eine kuppelbare 2er-Sesselbahn, Bauart von Roll mit Seitwärts-Sesseln. Die Sessel der jetzigen Bahn sind ebenfalls seitwärtsgestellt.[3]
- 4er-Sessel
  - und 4er-Gondel
  - und 6er-Gondel
  - und 8er-Gondel
- 6er-Sessel
  - und 8er-Gondel (z. B. Sternstein, Oberösterreich)
  - und 10er-Gondel (Rif Nel Express, Frankreich)
- 8er-Sessel
  - und 8er-Gondel (in Åre (VM8:AN))
  - und 10er-Gondel (in Obertauern, Zillertal, Brixen im Thale und am Arlberg).

Die Kombibahn mit der bislang größten Beförderungskapazität ist die Kombibahn Penken (Baujahr 2010), sie kann 3900 Personen pro Stunde in der Ausführung 8er-Sessel/10er-Gondel befördern.

## Sonstiges
Die erste Kombibahn wurde 1986 in Australien gebaut: Der Horse Hill Access in Mount Buller (Victoria), Ausführung: 4er-Sessel/4er-Gondel.
Das Skigebiet mit den meisten Kombibahnen ist Orcières-Merlette, Frankreich (gebaut: 2003, 2005 und 2008, Ausführung alle: 6er-Sessel / 8er-Gondel).
In Mayrhofen, Kombibahn Penken (Tirol) wurde erstmals in den Stationen getrennte Schleifen für Sessel und Gondeln verwendet (Ausführung 8er-Sessel / 10er-Gondel). Bisher waren die Ausstiege getrennt, aber die Fahrzeuge in der gleichen Schleife. In Penken/Mayrhofen verkehren dagegen die 8er-Sessel auf der kürzeren Spur (Innenschleife), die 10er-Gondeln auf der längeren Spur (Außenschleife). Die Ausfahrt der langen Schleife wird elektronisch überwacht, so dass die Gondeln bzw. Sessel im richtigen Rhythmus und Abstand eingereiht werden. Dadurch können die 8er-Sessel und 10er-Gondeln je nach Jahreszeit, Witterung und auch Wunsch der Fahrgäste jederzeit in beliebiger Reihenfolge auf das Förderseil gebracht werden.
Bei dem Auenfeldjet und der Weibermahdbahn in Lech wird ein kombiniertes System auf zwei Sektionen eingesetzt: auf der unteren Sektion Auenfeldjet verkehren 10er-Gondeln, die durch die Mittelstation (zugleich Talstation der Weibermahdbahn) fahren können; in der oberen Sektion Weibermahdbahn werden hinter jede Gondel zwei 8er-Sessel gekuppelt, die lediglich die obere Sektion befahren und die Wintersportler auf den Petersboden bringen.